# Kinetokor
Ett kinetokor är en skivformad proteinkonstruktion associerad med duplicerade kromatider i eukaryota celler där spindelfibrerna fäster under celldelning för att dra systerkromatider från varandra.